# 7632 Станіслав
7632 Станіслав (7632 Stanislav) — астероїд головного поясу, відкритий 20 жовтня 1982 року.
Тіссеранів параметр щодо Юпітера — 3,639.
Астероїд названий на честь Станіслава Тельнюка(англ.) — українського поета, прозаїка і літературного критика, брата директора Астрономічної обсерваторії Київського національного університету імені Тараса Шевченка Володимира Тельнюка-Адамчука.